# 엘리자베스 올린
엘리자베스 올린(Elizabeth Olin)은 미국의 배우이다. 루이빌에서 태어났다. 현재까지 그녀의 가장 주목할만한 영화는 NYU 대학원생 루크 매트니(Luke Matheny)가 각본, 감독, 주연을 맡은 갓 오브 러브(God of Love)로, 2011년 아카데미 최우수 실사 단편 영화상을 수상했다. 그녀는 또한 터치스톤 픽처스 영화인 로마에서 생긴 일에도 출연했다. 올린은 2013년 여름 개봉한 로버트 드니로, 존 트래볼타, 마일로 벤티밀리아와 함께 킬링 시즌(Killing Season)을 촬영했다.

## 영화
- 레이 인 웨이트 (2015년)
- 킬링시즌 (2013년) - 사라 포드 역
- 갓 오브 러브 (2010년)
- 로마에서 생긴 일